# Forêt de Bohême
La forêt de Bohême (en allemand : Böhmerwald ; en tchèque : Šumava) est un massif de moyennes montagnes qui se situe aux confins de l'Allemagne (Bavière), de l'Autriche et de la Tchéquie, à l'ouest des régions de Plzeň et de Bohême-du-Sud. C'est la troisième plus haute chaîne du vaste massif de Bohême après les monts des Géants (1 603 m) et le Hrubý Jeseník (1 491 m). Son point culminant est le Grosser Arber avec une altitude de 1 456 m. La ligne de crête principale du massif fait partie de la ligne de partage européenne majeure séparant le bassin de l'Elbe vers la mer du Nord de celui du Danube vers la mer Noire.

## Toponymie

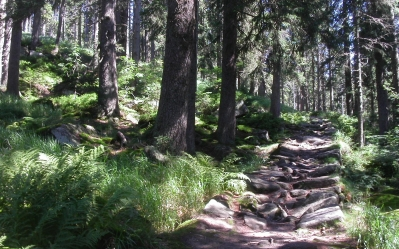
Dans la forêt de Bohême.

Dans les écrits des géographes antiques Strabon et Ptolémée, la montagne est appelée Gabreta Silva, du gaulois : gabros (chèvre) ; au Moyen Âge, dans des actes du roi Louis le Germanique (en 853) ou de Henri II (en 1010) elle est évoquée sous le nom de forêt du Nord (Nordwald) en raison de sa situation géographique dans le Nord du duché de Bavière. Plus tard, la désignation « forêt de Bohême » (Behaimer walt) s'impose en ce qui concerne la zone boisée aux confins de la Bohême.
Depuis que l'accent est mis sur les frontières politiques au XIXe siècle, le massif est divisé en segments plus réduits tels que la forêt de Bavière et la forêt du Haut-Palatinat.

## Géographie
La forêt de Bohême se situe au sud d'un vallon s'étendant de la ville de Cham en Bavière via Furth im Wald à Všeruby en Tchéquie, qui la sépare de la forêt du Haut-Palatinat. La limite méridionale du massif avec le plateau granitique d'Autriche se trouve à la dépression de la Feldaist, entre les cols de Vyšší Brod et de Kerschbaum en Haute-Autriche. Au centre du massif, du côté tchèque, a été créé le parc national de Šumava.
Le tripoint Allemagne - Tchéquie - Autriche se trouve sur le col entre les sommets du Plöckenstein (Plechý) et du Bayerischer Plöckenstein.

### Sommets principaux
- Grosser Arber (1 456 m)
- Grosser Rachel (1 452 m)

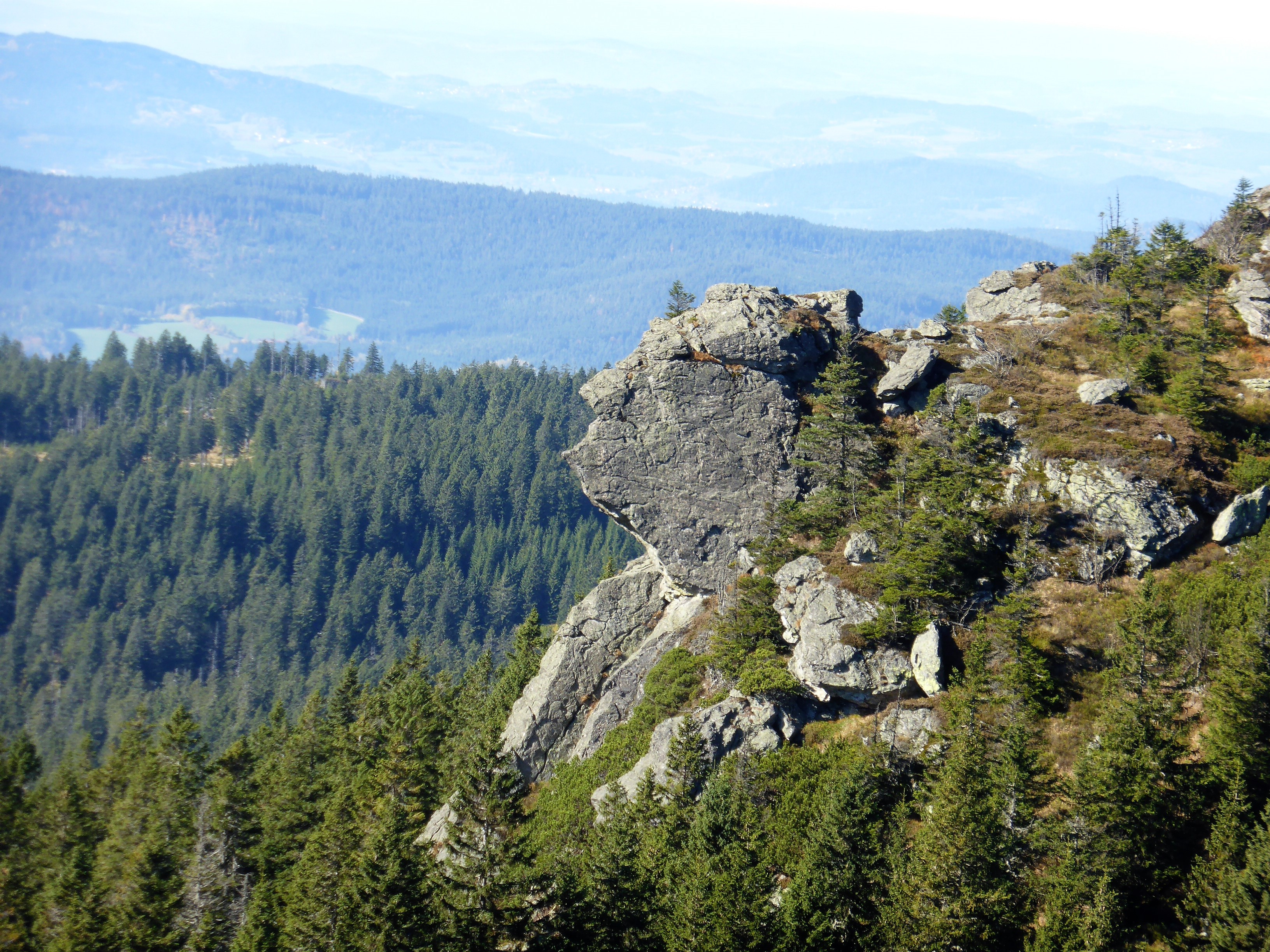
Vue depuis le Grosser Arber.

- Plöckenstein ou Plechý (1 378 m)
- Lusen (1 373 m)
- Boubín (1 362 m)
- Jezerní hora (1 343 m)
- Hochficht ou Smrčina (1 338 m)
- Zwercheck ou Svaroh (1 333 m)
- Dreisesselberg ou Třístoličník (1 333 m)
- Poledník (1 315 m)
- Černá hora (1 315 m)
- Osser ou Ostrý (1 293 m)
- Pancíř (1 214 m)
- Špičák (1 202 m)

### Cours d'eau
La Moldau (Vltava) et l'Otava, la Regen, le Chamb et l'Ilz descendent de la forêt de Bohême. La vallée de la Vydra est considérée comme la plus belle dans la montagne[réf. souhaitée]. Le Černé jezero (lac Noir) près de Železná Ruda est le plus grand et le plus profond des lacs naturels en Tchéquie.

### Gorges
- Frauenberg, entre Pilsen et Nuremberg
- Waldmünchen, entre Plzeň et Ratisbonne
- Eisenstein, entre Plzeň et Passau
- Philippsreut, entre Passau et Prague

## Histoire

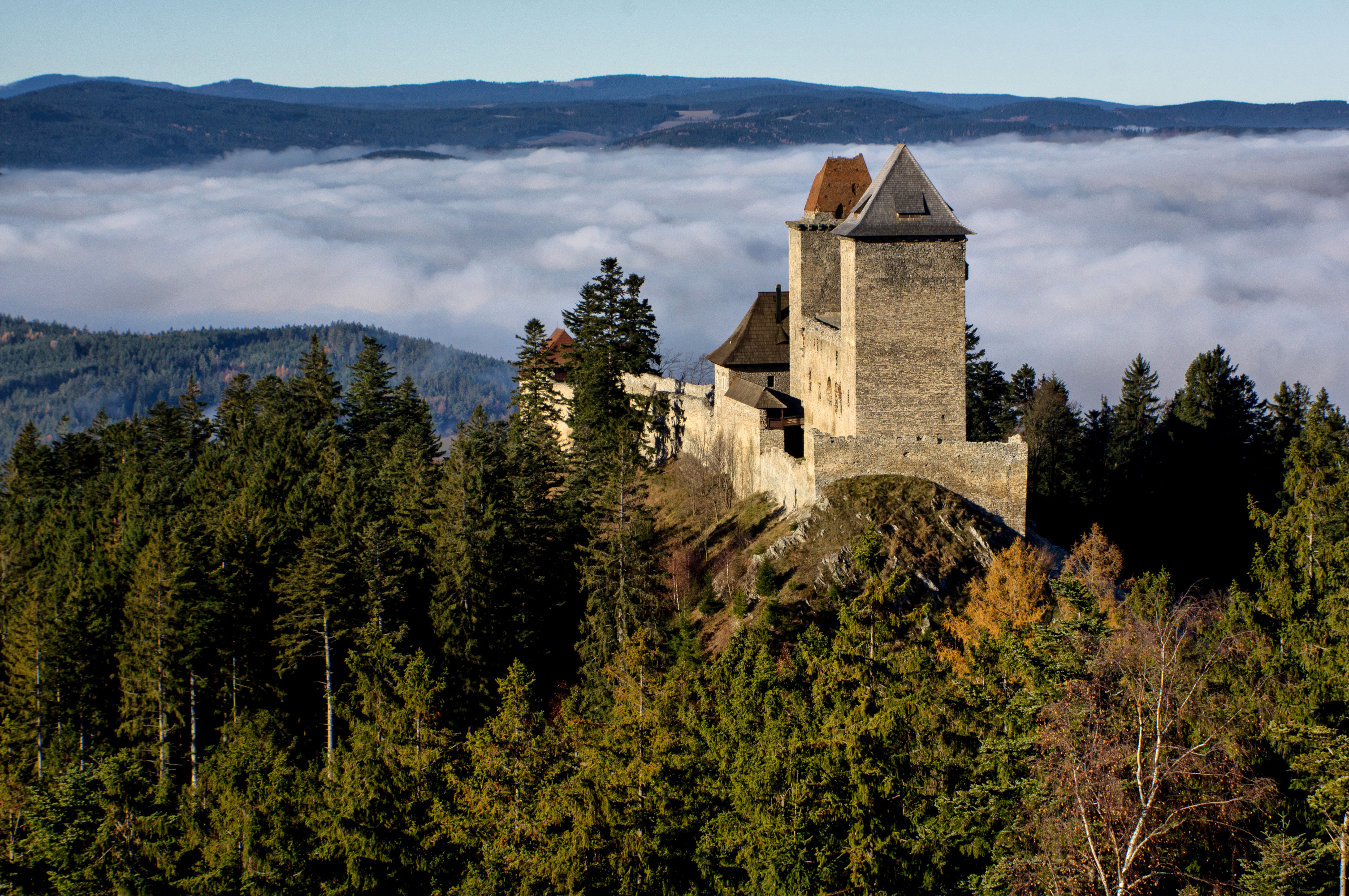
Le château de Kašperk.

Au Moyen Âge central, au cours de la colonisation germanique, des grandes parties de la région montagneuse ont été défrichées et peuplées par des paysans venant des zones voisines de la Bavière. Une définition précise de la ligne de démarcation entre la Bavière et la Bohême, deux États du Saint-Empire, n'a été établie qu'à partir de l'ère moderne. 
Pendant des siècles, la forêt de Bohême était un point important de rencontres des voies de transport et de commerce, notamment du Sentier d'or reliant les villes de Passau et Linz sur le Danube à Prague. Au XVIIIe siècle surgissaient de nombreuses verreries ; la production de cristal de Bohême a rapidement dépassé celle du verre de Murano et a servi de modèle pour l'économie de manufacture dans la province suédoise de Småland.
Le paysage forestier a été immortalisé dans les œuvres littéraires d'Adalbert Stifter (1805-1868) et aussi dans les écrits de Karl May (1842-1912), de Hans Watzlik (1879-1948) et de Johannes Urzidil (1896-1970). Les forêts sont également la scène pour l'opéra Der Freischütz de Carl Maria von Weber.
Après la Seconde Guerre mondiale et l'expulsion des Allemands de Tchécoslovaquie, les zones de montagne sont parfois totalement désertées. À l'époque de la guerre froide, les terrains situés sur les hauteurs font partie de la protection des frontières tchécoslovaques.